# پیوه ورگونته
پیوه ورگونته (به ایتالیایی: Pieve Vergonte) یک کومونه در ایتالیا است که در استان وربانو-کوزیو-اوسولا واقع شده‌است. پیوه ورگونته ۴۱٫۷ کیلومتر مربع مساحت و ۲٬۶۸۰ نفر جمعیت دارد.